# Contrast (TK from 凛として時雨のアルバム)
『contrast』（コントラスト）は、ロックバンド凛として時雨のギター・ボーカルTKがTK from 凛として時雨名義として、2014年3月5日にソニー・ミュージックアソシエイテッドレコーズから発売したEPである。

## 概要
CDのみの通常盤とCD+DVDの初回限定盤の2仕様でリリースされ、初回限定盤には初めて出演したROCK IN JAPAN FESTIVAL 2013からのライブ映像3曲とベルリンで収録した未発表曲のミュージックビデオが収録されるDVDと、TK自身がベルリンで撮影した写真を含む全32ページにも及ぶフォトブックが付属する。

## プロモーション
2014年1月28日に放送されたラジオ番組「SCHOOL OF LOCK!」内にて表題曲のcontrastが初オンエア。2月28日にはYouTube上にて表題曲「contrast」のミュージックビデオのショートバージョンが公開された。ミュージックビデオの撮影および監督は島田大介が務めている。

### ライブ・ツアー
EP発売後の6月12日から21日にかけて初のバンド編成によるツアー「TK from 凛として時雨 TOUR 2014 "contrast"」が開催される。

## 収録曲
| #         | タイトル                                                                     | 作詞  | 作曲・編曲 | 時間 |
| --------- | ---------------------------------------------------------------------------- | ----- | ---------- | ---- |
| 1.        | 「contrast」                                                                 |       |            | 4:59 |
| 2.        | 「Dramatic Slow Motion」                                                     |       |            | 3:53 |
| 3.        | 「Crazy Tampern」                                                            |       |            | 3:21 |
| 4.        | 「illusion is mine」(Live from "December's Calling" at 赤坂BLITZ 2013.12.22) |       |            | 6:19 |
| 5.        | 「涙の旅路」(初恋の嵐カバー)                                                 |       |            | 3:42 |
| 合計時間: | 合計時間:                                                                    | 22:10 |            |      |

| #         | タイトル                                                 | 作詞  | 作曲・編曲 |
| --------- | -------------------------------------------------------- | ----- | ---------- |
| 1.        | 「flower」(Live from ROCK IN JAPAN FESTIVAL 2013)        |       |            |
| 2.        | 「haze」(Live from ROCK IN JAPAN FESTIVAL 2013)          |       |            |
| 3.        | 「film A moment」(Live from ROCK IN JAPAN FESTIVAL 2013) |       |            |
| 4.        | 「filmed in Berlin」(Bonus track)                        |       |            |
| 合計時間: | 合計時間:                                                | 24:10 |            |

## 参加ミュージシャン
contrast

作曲: TK

- ボーカル/ギター　-　TK
- ベース　-　日向秀和
- ドラム　-　BOBO
- ピアノ　-　平井真美子
- バイオリン　-　佐藤帆乃佳/須原杏
- ヴィオラ　-　菊地幹代
- チェロ　-　結城貴弘

Dramatic Slow Motion

作曲: TK

- ボーカル/ギター　-　TK
- ベース　-　日向秀和
- ドラム　-　BOBO
- ピアノ　-　平井真美子

Crazy Tampern

作曲: TK

- ボーカル/ギター　-　TK
- ベース　-　日向秀和
- ドラム　-　BOBO
- ピアノ　-　平井真美子
- バイオリン　-　佐藤帆乃佳

illusion is mine

作曲: TK

- ボーカル/ピアノ　-　TK
- ピアノ　-　大古晴菜

涙の旅路

作曲: 西山達郎

- ボーカル/ギター　-　TK